# Stangensäge

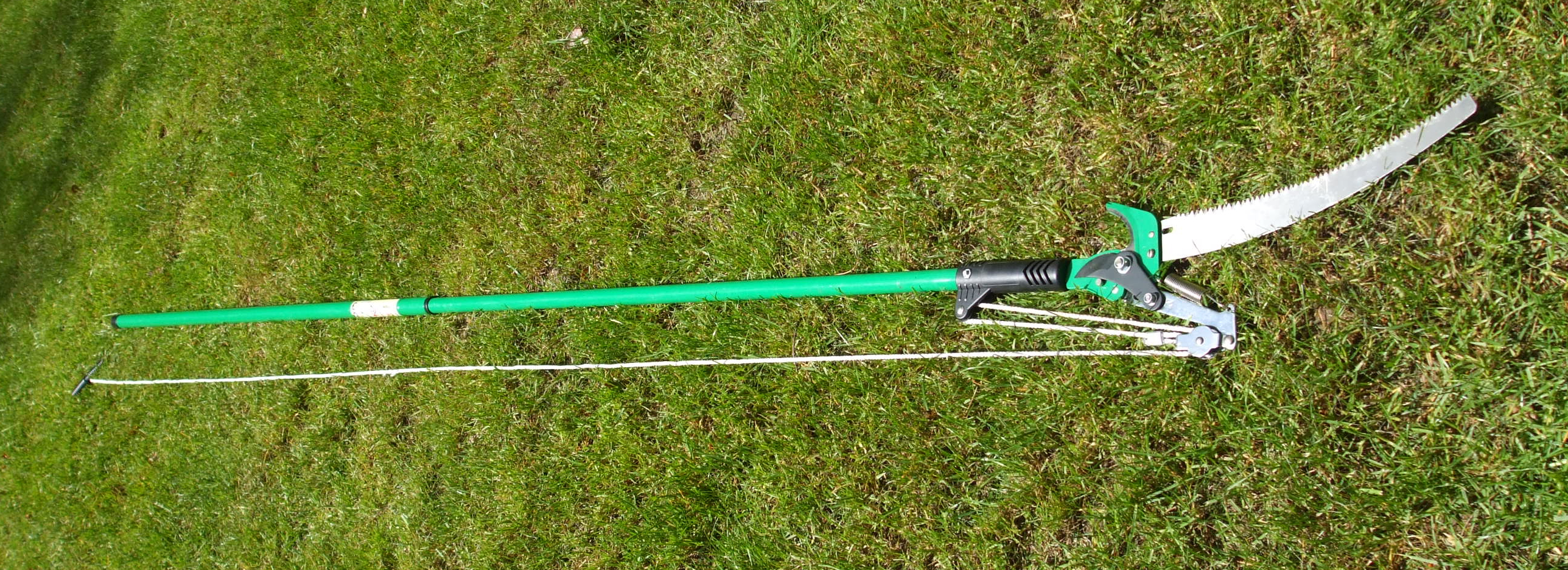
Stangensäge (mit zusätzlicher Seilzugschere) mit teleskopierbarer Stange

Eine Stangensäge oder Giraffensäge ist eine Astsäge mit langem Stiel, der auch als Teleskopstiel ausgeführt sein kann, zum Beschneiden von Bäumen und Sträuchern im oberen Kronenbereich.
Mit ihr können ohne Einsatz einer Leiter sonst nicht oder auch von einer Leiter aus nicht erreichbare Kronenbereiche beschnitten werden. Mit einer Stangensäge kann beispielsweise schnell und effektiv das Wertästen erfolgen. Die Sägeblätter sind häufig mit Stoß- oder Zughaken versehen, um den Schnitt zu unterstützen und die losen Äste aus der Krone entfernen zu können.
Die klassische, in Europa verbreitete Version hat eine kleine Zahnteilung, um ein Verkanten zu verhindern und arbeitet auf Schub, da sich der Ast beim Sägeschub weniger mitbiegt. Bei einigen Modellen lässt sich das Sägeblatt in verschiedene Winkelpositionen bringen. In den letzten Jahren werden vermehrt auch die auf Zug arbeitende Japansägen als Stangensägen verwendet. Die hohe Arbeitsleistung, sowie die sehr gute Qualität des Schnittbildes und damit die bessere Wundheilung, sprechen für diesen Sägentyp.
Motorisch angetriebene Stangensägen bezeichnet man als Hochentaster. Diese ähnelt der normalen Kettensäge, allerdings befindet sich zwischen Sägeschiene und Motor eine längere Stange mit einer im inneren laufenden Antriebswelle, damit der schwere Motor der Maschine ergonomisch günstiger nahe am Bediener positioniert ist.